# Atonement (film 1919)
Atonement è un film muto del 1919 diretto da William Humphrey. La sceneggiatura, firmata dallo stesso regista e da George Edwardes-Hall, si basa su Il cadavere vivente (Живой труп), lavoro teatrale del 1900 di Lev Tolstoj che era andato in scena in prima a Mosca il 23 settembre 1911. Prodotto dalla Humphrey Pictures Inc., il film aveva come interpreti Grace Davison, Conway Tearle, Huntley Gordon, Sally Crute, Tony Merlo, Gretchen Hartman.

## Trama
Laura Hamilton, dopo avere rifiutato Vincent Carlton, sposa Theodore Proctor, presidente di una banca. James, il fratello di Proctor, che si trova in gravi difficoltà finanziarie, chiede aiuto al fratello che ricorre indebitamente al denaro della banca per ripianare i suoi debiti. La malversazione è però scoperta e Proctor viene rimosso dal suo incarico. Disperato, respinto dalla moglie, l'uomo segue il consiglio di uno zingaro: sparisce nel nulla dopo avere lasciato i suoi vestiti abbandonati sul greto di un fiume. Tutti pensano che si sia suicidato e Laura sposa poi Carlton, il suo vecchio spasimante. Quando però si scopre che Proctor è ancora vivo, Laura viene accusata di bigamia. Per salvare la moglie dal disonore, Proctor decide di uccidersi questa volta sul serio, ma si sveglia, e scopre che le sue disavventure sono soltanto il prodotto di un incubo nato dal suo sonno agitato dopo essere venuto a conoscenza della disastrosa situazione finanziaria del fratello. Resiste, allora, alla tentazione di appropriarsi indebitamente del denaro della banca. La situazione, per fortuna, si ricompone: suo fratello recupera comunque la sua fortuna e lui può tornare dalla moglie e il figlio che lo aspettano a casa.

## Produzione
Il film, prodotto dalla Humphrey Pictures Inc., è stata una delle numerose trasposizioni per lo schermo del dramma teatrale di Tolstoj, che aveva già visto nel 1911 un primo adattamento cinematografico con un cortometraggio russo diretto da Boris Chaikovsky e V. Kuznetsov e, nel 1916, negli Stati Uniti, The Weakness of Man, film diretto da Barry O'Neil.

## Distribuzione
Il copyright del film, richiesto dalla Pioneer Feature Film Corp., fu registrato il 22 agosto 1919 con il numero LU14120.

Distribuito dalla Pioneer Film Corporation, il film uscì nelle sale statunitensi nel settembre 1919.
Copie complete della pellicola si trovano conservate negli archivi della Library of Congress di Washington e dell'UCLA Film And Television Archive di Los Angeles.